# Піщанська сільська рада (Золотоніський район)
Піща́нська сільська́ ра́да — колишня адміністративно-територіальна одиниця та орган місцевого самоврядування в Золотоніському районі Черкаської області. Адміністративний центр — село Піщане.

## Загальні відомості
- Населення ради: 4 073 осіб (станом на 2001 рік)

## Населені пункти
Сільській раді підпорядковані населені пункти:
- с. Піщане
- с. Коврайські Хутори

## Склад ради
Рада складається з 20 депутатів та голови.
- Голова ради: Єщенко Володимир Іванович
- Секретар ради: Шкарупа Катерина Миколаївна

### Керівний склад попередніх скликань
| Прізвище, ім'я, по батькові | Основні відомості                                                 | Дата обрання | Дата звільнення |
| --------------------------- | ----------------------------------------------------------------- | ------------ | --------------- |
| Головань Віктор Григорович  | Сільський голова, 1965 року народження, безпартійний              | 26.03.2006   | 31.10.2010      |
| Єщенко Володимир Іванович   | Сільський голова, 1961 року народження, освіта вища, безпартійний | 31.10.2010   |                 |

Примітка: таблиця складена за даними сайту Верховної Ради України

### Депутати
За результатами місцевих виборів 2010 року депутатами ради стали:

#### За суб'єктами висування
| Суб'єкт висування            | Кількість обраних депутатів | %  |
| ---------------------------- | --------------------------- | -- |
| Самовисування                | 19                          | 95 |
| Соціалістична партія України | 1                           | 5  |

#### За округами
| № округу                     | Прізвище, ім'я, по батькові    | Дата визнання обраним | Освіта             | Партійна приналежність            | Відомості про обраного депутата                 |
| ---------------------------- | ------------------------------ | --------------------- | ------------------ | --------------------------------- | ----------------------------------------------- |
| Соціалістична партія України |                                |                       |                    |                                   |                                                 |
| 10                           | Довбешка Олександр Миколайович | 04.11.2010            | середня            | позапартійний                     | приватний підприємець                           |
| Самовисування                |                                |                       |                    |                                   |                                                 |
| 1                            | Собко Іван Денисович           | 04.11.2010            | вища               | член Комуністичної партії України | пенсіонер                                       |
| 2                            | Окіпняк Ігор Дмитрович         | 04.11.2010            | вища               | позапартійний                     | КСП «Агрофірма Маяк», заступник директора       |
| 3                            | Коваль Юрій Васильович         | 04.11.2010            | середня спеціальна | позапартійний                     | приватний підприємець                           |
| 4                            | Шквара Петро Іванович          | 04.11.2010            | вища               | позапартійний                     | пенсіонер                                       |
| 5                            | Харина Катерина Володимирівна  | 04.11.2010            | вища               | позапартійна                      | Піщанська загальноосвітня школа, директор       |
| 6                            | Деркач Микола Антонович        | 04.11.2010            | вища               | позапартійний                     | пенсіонер                                       |
| 7                            | Романенко Алла Миколаївна      | 04.11.2010            | вища               | позапартійна                      | Піщанська сільська рада, діловод                |
| 8                            | Артеменко Тамара Іванівна      | 04.11.2010            | незакінчена вища   | позапартійна                      | Піщанська сільська рада, головний бухгалтер     |
| 9                            | Шкарупа Катерина Миколаївна    | 04.11.2010            | вища               | позапартійна                      | Піщанська сільська рада, секретар               |
| 11                           | Підлиснюк Алла Вікторівна      | 04.11.2010            | середня спеціальна | позапартійна                      | ТОВ СП «Золотоніский», зоотехнік                |
| 12                           | Харченко Василь Іванович       | 04.11.2010            | незакінчена вища   | позапартійний                     | приватний підприємець                           |
| 13                           | Грицюта Валентина Михайлівна   | 04.11.2010            | вища               | позапартійна                      | Піщанська лікарська амбулаторія, головний лікар |
| 14                           | Нестеренко Тамара Вікторівна   | 04.11.2010            | вища               | позапартійна                      | Піщанська сільська рада, землевпорядник         |
| 15                           | Антонов Олександр Анатолійович | 04.11.2010            | вища               | позапартійний                     | Св. Троїцька Церква, настоятель                 |
| 16                           | Гетьман Олена Володимирівна    | 04.11.2010            | вища               | позапартійна                      | ТОВ СП «Золотоніський», інженер з охорони праці |
| 17                           | Крикун Віталій Миколайович     | 04.11.2010            | вища               | позапартійний                     | тимчасово не працює                             |
| 18                           | Пилипенко Микола Михайлович    | 04.11.2010            | середня спеціальна | позапартійний                     | приватний підприємець                           |
| 19                           | Клєпікова Валентина Гнатівна   | 26.12.2010            | вища               | член Партії регіонів              | ВАТ «Янтар», головний бухгалтер                 |
| 20                           | Шеремет Любов Петрівна         | 04.11.2010            | вища               | позапартійна                      | Піщанський СБК, директор                        |